# Chestionar

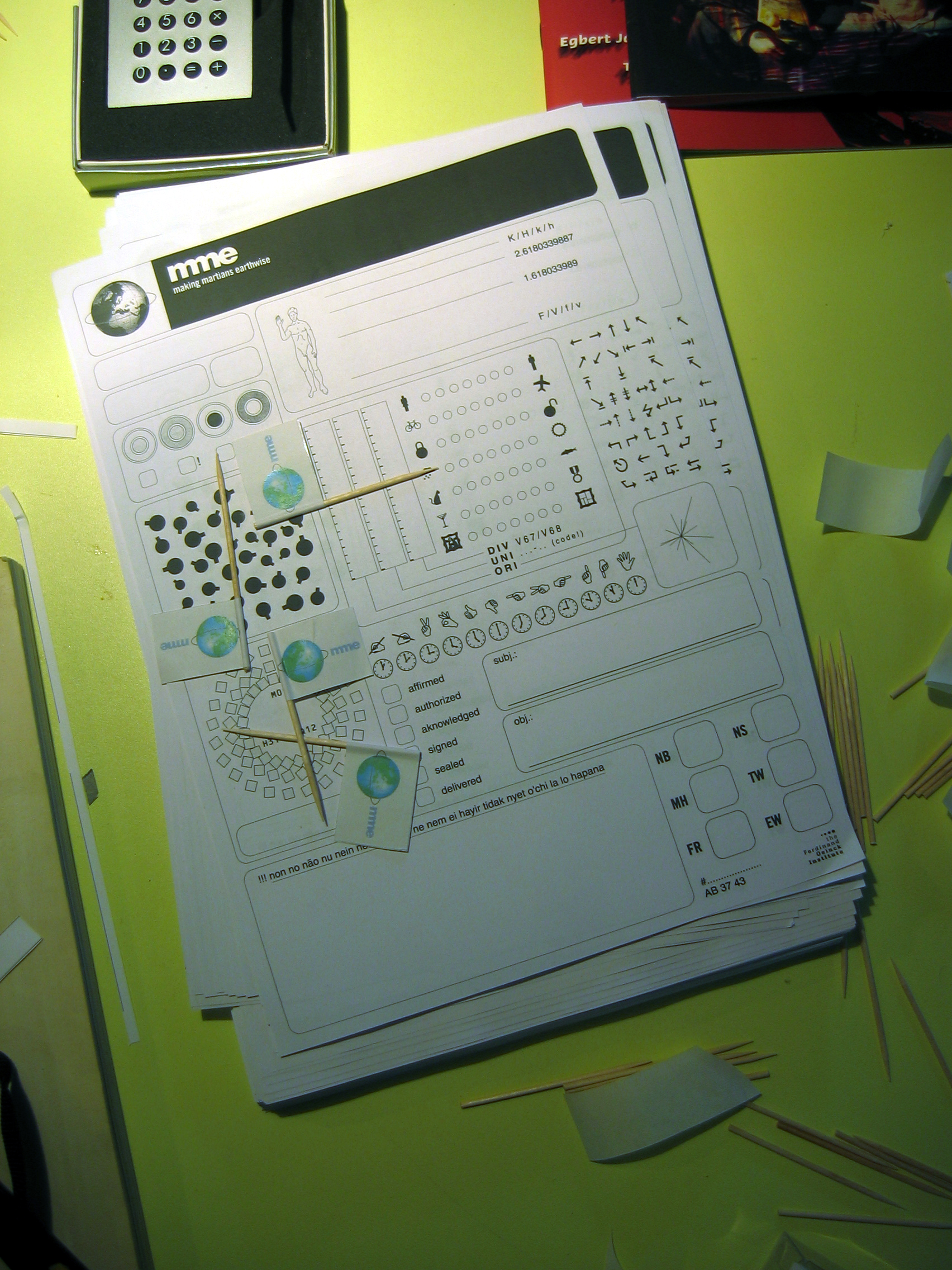
Un chestionar

Un chestionar este un instrument de cercetare constând dintr-o serie de întrebări și a altor solicitări în scopul de a aduna informații de la persoane. Deși ele sunt adesea concepute pentru analiza statistică a răspunsurilor, acest lucru nu este întotdeauna valabil. Chestionarul a fost inventat de Sir Francis Galton.
Printre avantajele chestionarului fata de alte tipuri de studii enumeram: sunt ieftine, nu au nevoie de la fel de mult efort din partea celui ce chestioneaza (precum necesita ancheta verbala sau prin telefon) și au adesea raspunsuri standardizate care il face simplu pentru a compila datele. Cu toate acestea, aceste tipuri de răspunsuri standardizate pot zădărnici utilizatori. Chestionarele sunt, de asemenea, drastic limitate de faptul că respondenții trebuie să fie capabili să citească și să răspundă la întrebările lor. Astfel, pentru anumite grupuri demografice, efectuarea unui studiu realizat printr-un chestionar nu poate fi practică.
Ca un tip de sondaj, chestionarele au, de asemenea, multe din aceleasi probleme legate de construcția întrebarilor și formularelor care există în alte tipuri de sondaje de opinie.

## Tipuri
O distincție poate fi făcută între chestionare cu întrebări care au ca variabile măsuri separate, și chestionare cu întrebări care sunt agregate într-o scară sau de index. Chestionare în prima categorie sunt de obicei parte din sondaje, chestionare în timp ce în a doua categorie sunt de obicei parte din teste.
Chestionare cu întrebări care variabilele măsură separate, ar putea, de exemplu, include întrebări referitoare la:
- preferințe (de exemplu, partid politic)
- comportamente (de exemplu, consumul de produse alimentare)
- fapte (de exemplu, gen)

Chestionare cu întrebări care sunt agregate într fie o scară sau de index, includ, de exemplu, că măsura întrebări:
- Trăsături latente (de exemplu, trăsături de personalitate, cum ar fi extrovertire)
- atitudini (de exemplu, față de imigrație)
- Un index (de exemplu, Social Economic Status)

## Exemple
- Un chestionar de frecvență alimentară (FFQ) este un chestionar pentru a evalua tipul de regim alimentar consumat în oameni, și poate fi folosit ca un instrument de cercetare. Exemple de utilizari includă evaluarea aportului de vitamine sau de toxine, cum ar fi acrilamidă.

De obicei, un chestionar format dintr-un număr de întrebări că respondentul trebuie să răspundă într-un format fix. Se face o distincție între întrebări deschise și închise. O întrebare deschisă solicită respondentului să își formuleze răspunsul propriu, în timp ce în cazul unei întrebări de tip închis respondentul alege un răspuns dintr-un anumit număr de opțiuni. Opțiunile de răspuns pentru o întrebare de tip închis ar trebui să fie exhaustive și exclusive reciproc. Patru tipuri de scale de răspuns pentru întrebări de tip închis se disting:
- Dihotomică, în cazul în care respondentul are două opțiuni
- Nominală-politomă, în cazul în care respondentul are mai mult de două opțiuni unordered
- Ordinală-politomă, în cazul în care respondentul are mai mult de două opțiuni comandate
- (Mărginit) continuă, în cazul în care respondentului îi este oferită o scală continuă

Un respondent a răspuns la o întrebare deschisă este codat într-o scară răspuns după aceea. Un exemplu de întrebare deschisă este o problemă în cazul în care cel testat trebuie sa completeze o propoziție (completarea element teză). 
În general, întrebările ar trebui să decurgă în mod logic de la una la alta. Pentru a obține cele mai bune rate de răspuns, întrebările ar trebui să curgă de la cel puțin sensibile la cele mai sensibile, de la factuale și comportamentale la atitudine, și de la general la mai mult mai specifice.
Chestionarele sunt folosite în mai multe medii. Ele pot evalua gradul de satisfacție al angajaților, pot fi folosite ca sondaje pentru cercetări de piață, pot pregăti și testa cunoștințele viitorilor șoferi etc.

## Reguli de construcție
Printre regulile de construcție care se recomandă a fi folosite în cadrul unui chestionar se numără:
- Folositi declarații care sunt interpretate în același mod de către membrii de subpopulatii diferite ale populației de interes.
- Folositi declarații în cazul în care persoanele care au opinii diferite sau trasaturi vor da răspunsuri diferite.
- Gândiți-vă de a avea un "deschisă" categorie răspuns după o listă de răspunsuri posibile.
- Folositi numai un aspect al construi sunteți interesat în fiecare articol.
- Folositi declarații pozitive sau negative și pentru a evita dubla negative.
- Nu face presupuneri despre respondent.
- Utilizat o formulare clară și ușor de înțeles, ușor de înțeles pentru toate nivelurile de educație
- Utilizarea corectă ortografie, gramatică și punctuație.
- Evitati elementele care conțin mai mult de o întrebare pe articol (de exemplu, vă plac căpșunele și cartofii?).

## Moduri de administrare al chestionarului
Principalele moduri de administrare a chestionarului sunt: 
- Față în față, în cazul în care într-un interviu prezintă elementele oral.
- Administrarea chestionar pe suport de hârtie și-creion, în cazul în care elementele sunt prezentate pe hârtie.
- Administrare chestionar computerizată, în cazul în care elementele sunt prezentate pe computer.
- Administrarea adaptivă chestionar computeriză, în cazul în care o selecție de articole este prezentat pe calculator, și pe baza răspunsurilor la aceste elemente, computerul selectează elemente optimizate pentru capacitatea de testare.